# Electrificación del Caroní
Electrificación del Caroní C.A. (EDELCA) fue una de las empresas de la Corporación Venezolana de Guayana estuvo encargada del sector hidroeléctrico en la región Guayana. EDELCA fue la empresa de generación eléctrica más grande de Venezuela, ya que producía alrededor del 75% de la energía eléctrica consumida en ese país.
La Electrificación del Caroní fue fundada en 1963 como una empresa tutelada por la Corporación Venezolana de Guayana (CVG), siendo su primer presidente el general Rafael Alfonzo Ravard. El objetivo central de CVG EDELCA era desarrollar el poder hidroeléctrico del río Caroní y su cuenca; desde entonces la empresa se dedicaba a generar, transportar y comercializar energía eléctrica. 
EDELCA operaba la Central Hidroeléctrica Simón Bolívar (Guri o Raúl Leoni) con una capacidad instalada de 10 000 megavatios, siendo la tercera con mayor generación eléctrica del mundo, la Central Hidroeléctrica Antonio José de Sucre (Macagua) con una capacidad instalada de 3.140 megavatios y la Central Hidroeléctrica Francisco de Miranda (Caruachi), con una capacidad instalada de 2.280 megavatios. La red de líneas de transmisión alcanzaba una longitud de unos 5.700 km.
El 11 de julio de 2008 la CVG dejó de tutelar EDELCA y sus activos pasaron a ser administrados por la Corporación Eléctrica Nacional (CORPOELEC).